# Вира (Арьеж)
Вира́ (фр. Vira, окс. Viran) — коммуна во Франции, находится в регионе Окситания. Департамент коммуны — Арьеж. Входит в состав кантона Вариль. Округ коммуны — Памье.
Код INSEE коммуны — 09340.

## Население
Население коммуны на 2008 год составляло 158 человек.
| 1962 | 1968 | 1975 | 1982 | 1990 | 1999 | 2006 | 2008 |
| ---- | ---- | ---- | ---- | ---- | ---- | ---- | ---- |
| 53   | 71   | 97   | 100  | 120  | 130  | 142  | 158  |

## Экономика
В 2007 году среди 104 человек в трудоспособном возрасте (15—64 лет) 83 были экономически активными, 21 — неактивными (показатель активности — 79,8 %, в 1999 году было 64,8 %). Из 83 активных работали 71 человек (39 мужчин и 32 женщины), безработных было 12 (6 мужчин и 6 женщин). Среди 21 неактивных 6 человек были учениками или студентами, 5 — пенсионерами, 10 были неактивными по другим причинам.